# Reinações de Narizinho
Reinações de Narizinho é um livro de fantasia e infantil de autoria do escritor brasileiro Monteiro Lobato. Publicado em 1931, é o livro que serve de propulsor à série que seria protagonizada no Sítio do Picapau Amarelo. É um clássico da literatura, e até hoje serve de inspiração para muitos autores infantis, como Ana Maria Machado, Ruth Rocha, Pedro Bandeira e muitos outros.
O livro é composto de várias pequenas histórias, previamente publicadas, compostas em capítulos. Algumas histórias são plenamente originais, enquanto outras histórias são combinações utilizando histórias e personagens já conhecidos, como a visita dos personagens do Mundo das Maravilhas, incluindo as princesas Branca de Neve, Cinderela e Aladim.

## Capítulos do livro reeditado

### Narizinho Arrebitado
- Narizinho
- Uma Vez....
- No Palácio
- O Bobinho
- A Costureira das Fadas
- A Festa e o Major
- A Pílula Falante

### O Sítio do Picapau Amarelo
- As Jabuticabas
- O Enterro da Vespa
- A Pescaria
- As Formigas Ruivas
- Pedrinho
- A Viagem
- O Assalto
- Tom Mix
- As Muletas do Besouro
- Saudades
- A Rainha
- A Volta

### O Marquês de Rabicó
- Os Sete Leitõezinhos
- O Pedido de Casamento
- O Noivado de Emília
- O Casamento
- O Jantar de Ano-Bom

### O Casamento de Narizinho
- A Doença do Príncipe
- O Pedido
- Os Brincos do Marquês
- A Chegada
- Apuros do Marquês
- O Vestido Maravilhoso
- Vem Vindo o Socorro

### Aventuras do Príncipe
- O Gato Félix
- Entram Todos
- Tia Nastácia e a Sardinha
- Os Segredos da Aranha
- Valentias
- Os Espantos do Príncipe
- O Desastre
- O Novo Desastre

### O Gato Félix
- A História do Gato
- A História da Emília
- A História do Visconde

### Cara de Coruja
- Preparativos
- Cinderela
- Branca de Neve
- O Pequeno Polegar
- Barba Azul
- Outros Convidados
- A Coroinha
- A Varinha de Condão
- A Partida

### O Irmão de Pinóquio
- O Irmão de Pinóquio
- O Pau Vivente
- O Concurso
- A Zanga de Emília
- João Faz-de-Conta
- Miragens
- O Alfinete

### O Circo de Cavalinhos
- A Operação Cirúrgica
- O Plano de Emília
- O Circo
- Chegam os Convidados
- O Espetáculo
- O Desastre

### Pena de Papagaio
- A Voz
- Preparativos
- A Partida
- O Senhor de La Fontaine
- Emília e La Fontaine
- A Formiga Coroca
- Esopo
- Os Animais e a Peste
- Prisioneiros
- Peninha Não Falha

### O Pó de Pirlimpimpim
- O Burro Falante
- Dona Benta de Cabeça Virada
- As Árvores Gêmeas
- Um Soco Histórico
- Fim do Visconde de Sabugosa
- O Pintão
- Melhor Que o Pó

## Personagens
- Narizinho - A protagonista do livro. Neta de Dona Benta, mora no sítio com a avó e Tia Nastácia. Tem sete anos e pele morena como jambo. É curiosa, sonhadora e sapeca.

- Emília - A boneca de Narizinho. Foi feita de pano por Tia Nastácia. Espevitada e atrevida, ganha o dom da fala ao engolir uma pílula falante do Doutor Caramujo.

- Pedrinho - Primo de Narizinho, mora em São Paulo com a mãe, mas gosta mesmo é do sítio da avó, onde sempre vai passar as férias. É impetuoso e metido a valente.

- Dona Benta - A avó de Pedrinho e Narizinho, é a proprietária do Sítio do Picapau Amarelo. Tem mais de sessenta anos e usa óculos de ouro na ponta do nariz. No início, não acreditava nas histórias dos netos, até que viu Emília falar. É sábia, democrática e uma ótima contadora de histórias.

- Tia Nastácia - A faz-tudo do sítio, é exímia quituteira. Negra e gorda, tem lábios fartos que Emília chama de "beiços". Prática e resmungona, é uma segunda avó para Pedrinho e Narizinho. Sua especialidade são bolinhos de frigideira.

- Visconde de Sabugosa - Um boneco feito de sabugo de milho feito por Pedrinho para ser pais do Marquês de Rabicó. Ficou sábio depois de ser esquecido em meio aos livros. É feito de escravo por Emília.

- Rabicó - Leitãozinho protegido por Narizinho. Gordo e rosado, é o último de sete leitõezinhos. Guloso e poltrão, concorda em casar com Emília.

- Burro Falante - Burro sábio vindo do País das Fábulas, onde todos os animais tem o dom da fala. Foi resgatado das garras do leão pelo pessoal do sítio.

- Príncipe Escamado - Um peixinho, é o soberano do Reino das Águas Claras. Conhece Narizinho às margens do ribeirão.

- Doutor Caramujo - O médico da corte do Reino das Águas Claras, é renomado por suas pílulas milagrosas que curam todas as doenças.

- Major Agarra-e-não-larga-mais - A sentinela do palácio do Príncipe Escamado. Um sapo enorme e rajado, sempre dorme no serviço.

- Dona Aranha Costureira - A costureira mais procurada do Reino das Águas Claras. Uma aranha de Paris, já costurou para princesas como Branca de Neve e Cinderela.

- Miss Sardine - Uma sardinha norte-americana, é dama da corte do Príncipe Escamado. Curiosa e mexeriqueira, faz amizade com Tia Nastácia até que acontece uma tragédia.
- Gato Félix - no livro um gato ladrão finge ser o Gato Félix.
- João faz de conta - a turma do sítio faz um boneco que deve ser o irmão do Pinóquio.

## Reinações de Narizinho na TV
Foram produzidas pela Rede Globo duas versões do episódio Reinações de Narizinho.
- A primeira foi realizada em 1982, protagonizada pela atriz Rosana Garcia que encarnou a Narizinho de 1981 a 1982, tendo como Emília a atriz Reny de Oliveira que deu vida á boneca de pano de 1978 a 1983.

- A segunda foi feita em 2001, tendo como Narizinho a atriz Lara Rodrigues que viveu a personagem de 2001 a 2004, e sua boneca Emília interpretada pela atriz Isabelle Drummond de 2001 a 2006. As histórias são adaptadas para diferentes episódios, como: O Reino das Águas Claras, Reinações de Narizinho, A festa do Faz-de-Conta e Viagem ao País das Fábulas.

- Uma terceira versão está na primeira temporada do desenho animado de 2012 que retrata em cada episódio. Porém, a história foi contada em forma de "flashback" com uma narrativa mais resumida.

## O início de tudo
Em 1920, Monteiro Lobato publicou A menina do narizinho arrebitado, o primeiro livro infantil do Brasil, lançado em plena época de Natal e tornando-se um fenômeno editorial. Nesse livro surgiram Narizinho, Emília, Dona Benta e Tia Nastácia, que foram mais tarde reaproveitadas em Reinações de Narizinho de 1931, que era uma versão ampliada de A menina do narizinho arrebitado e de muitos outros livros infantis escritos por Lobato na década de 20, algumas delas escritas no período em que morou em Nova Iorque. Em 1933, surgiu Novas reinações de Narizinho, contando novas travessuras da protagonista no Sítio do Picapau Amarelo. Nos anos 40, Reinações de Narizinho e Novas reinações de Narizinho foram juntados em um único livro, sendo este o primeiro volume infantil das Obras completas de Monteiro Lobato.

## A importância da obra
Desde seu surgimento, Reinações de Narizinho vem fazendo parte da nossa cultura, sendo várias vezes adaptado para a televisão, teatro e rádio (nos anos 40, o livro serviu de base para um programa infantil de rádio). Além disso, foi recentemente relançado em Edição de luxo pela Biblioteca Azul, mostrando que continua presente no nosso imaginário até hoje. A obra é uma das mais importantes da nossa literatura, pois além de dar asas á imaginação dos pequenos leitores, estimula o gosto pela leitura e também faz-nos pensar. Porém, o que mais chama atenção em 'Reinações' é o estilo bem brasileiro e cultural.